# Fair Play (film)
Pour les articles homonymes, voir Fair-play (homonymie).
Pour le film tchèque dont le titre original est Fair Play, voir Sur la ligne.
 (janvier 2011).
Si vous disposez d'ouvrages ou d'articles de référence ou si vous connaissez des sites web de qualité traitant du thème abordé ici, merci de compléter l'article en donnant les références utiles à sa vérifiabilité et en les liant à la section « Notes et références ».
Pour plus de détails, voir Fiche technique et Distribution.
Fair Play est un film français de Lionel Bailliu sorti le 6 septembre 2006.

## Synopsis
Le film pose la question de la violence dans les rapports d’entreprises. Le fair-play est un prétexte mais reste omniprésent dans chaque scène.
D’une violence presque insoutenable par certains, le film montre que même les PME ne sont pas à l’abri des rapports de soumission, ou plutôt de domination.

## Un modèle de réalisation
À raison de deux acteurs par scène sur les quatre premières scènes de sport du film, le film nous jette dans l’ambiance — très conflictuelle — de l’entreprise où se déroule l’intrigue.
Les rameurs Benoît Magimel apprend sans aucun fair play à son collègue de travail Jérémie Renier comment battre une équipe plus nombreuse de rameuses sur un cours d’eau.
Le squashIl s’agit là de la scène la plus emblématique du film puisqu’il s’agit de la reproduction du court-métrage de Lionel Bailliu qui a inspiré le film. Jérémie Renier s’y défend bec et ongles car son supérieur Éric Savin menace de le licencier s’il ne gagne pas le match.
Le parcours santé Benoît Magimel compte sur l’aide de sa collègue de travail Marion Cotillard pour plomber un dossier.
Le golf Le dominateur Éric Savin est victime des remontrances de son patron Jean-Pierre Cassel, qui est aussi son beau-père.
Le canyonningCette scène est celle où presque tous les protagonistes — Mélanie Doutey en plus — sont réunis dans des gorges d’eaux et où chacun va trahir l’autre jusqu’au dénouement final. Jean-Pierre Cassel et Malcolm Conrath en sont les deux absents. Cette scène est aussi la plus longue.
Le dessous des cartes La 6e scène revient au format du début où deux acteurs se voient à l’occasion d’une séance de sport.

## Fiche technique
- Titre : Fair Play
- Réalisation : Lionel Bailliu
- Scénario : Lionel Bailliu
- Musique : Laurent Juillet et Denis Penot
- Photographie : Christophe Paturange
- Montage : Lionel Bailliu
- Production : Manuel Munz
- Société de production : Les Films Manuel Munz, Entre Chien et Loup, M6 Films, Okko Productions et TPS Cinéma
- Société de distribution : TFM Distribution (France)
- Pays de production :  France
- Genre : drame et thriller
- Durée : 103 minutes
- Dates de sortie : 
  - France : 6 septembre 2006

## Distribution
- Éric Savin : Charles
- Benoît Magimel : Jean-Claude
- Marion Cotillard : Nicole
- Jérémie Renier : Alexandre
- Mélanie Doutey : Béatrice
- Jean-Pierre Cassel : Édouard
- Malcolm Conrath : Bertrand